# Daniel Gómez (escrime)
Daniel Gómez Tanamachi (né le 6 mai 1990 à Mexico) est un escrimeur mexicain, spécialiste du fleuret.
Il participe aux Jeux olympiques de Londres en 2012 et se qualifie pour ceux de 2016 à Rio.